# Şayeste Hanım
Şayeste Hanım (en turco otomano: شایسته خانم‎ ; " el mejor "; c. 1838 - 11 de febrero de 1912) fue consorte del sultán Abdulmejid I del Imperio Otomano y madre adoptiva del sultán Mehmed VI.

## Primeros años de vida
Según el autor de memorias turco Harun Achba, Şayeste nació en Sujumi, Principado de Abjasia, en 1838. Siendo hija del príncipe Tataş Bey İnalipa y su esposa Sarey Hanım. una hermana, Hüsnidil Hanım, que era la esposa de un tal Safvet Pasha. También estaba relacionada con Kabasalal Çerkes Mehmed Pasha.
El historiador turco Necdet Sakaoglu no indica la fecha de nacimiento de Şayeste, pero sugiere que en el momento del nacimiento de su primer hijo tenía entre 18 y 20 años y, en consecuencia, en el momento de la muerte, entre 75 y 80 años. Achba escribe que Şayeste no dejó de traer a sus parientes al palacio e incluso relacionó a algunos de ellos con la dinastía otomana. Entonces, casó a su hija Naila con su pariente circasiano Mehmed Pasha, quien, según una versión, era el hermano de Bidar Kadin, la esposa de Abdul-Hamid II. Afife Rezzemaza, en sus memorias Del palacio al exilio, escribe: “entre las mujeres de la dinastía se establecieron muchos lazos familiares, y se terminó el período en que se olvidaban las raíces familiares de las mujeres, y se conocían y se relacionaban las relaciones familiares”. fortalecido”.

## Casamiento
Habiendo recibido una buena educación en el palacio, atrajo la atención de Abdülmecit durante las celebraciones en el harén y en 1852 se convirtió en la esposa del Sultán. Achba escribe que Şayeste llevaba el título del cuarto ikbal; Sakaoglu también señala que en 1856 llevó el título de la tercera ikbal, y el historiador turco Chagatay Uluchay la llama la quinta ikbal. se casó con Abdulmejid en 1852, y recibió el título de "Sexto Ikbal ". Un año después del matrimonio, el 3 de febrero de 1853, dio a luz a su primer hijo, Şehzade Abdüllah, que nació muerto.
En 1853, fue elevada al título de "Quinto Ikbal", en 1854, fue elevada al título de "Cuarto Ikbal", y en 1856, fue elevada al título de "Tercer Ikbal". El 30 de septiembre de 1856, dio a luz a su segundo hijo, una niña, Naile Sultan (llamada también Nadile Sultan).Sakaoglu y Uluchay sugieren que el hijo de Şayeste nació muerto en 1853 . Naile Sakaoglu llama a su hija Şayeste solo sobre la base de que, según los archivos, la tercera ikbal era la madre de la niña y era Shaeste quien en ese momento llevaba este título. Además, después de la muerte de Gülistü Kadin, su hijo, el futuro último sultán otomano Mehmed VI Vahideddin, fue transferido a la crianza de Shaeste  . Al mismo tiempo, Uluchay escribe que, además del hijo que nació muerto, Şayeste  no tuvo hijos, razón por la cual se le dio a Mehmed Vahiddedin para su educación  .
En 1858-1859, encargó una mezquita en Üsküdar. Era conocida por vivir por encima de sus posibilidades y fue demandada por falta de pago de una deuda. Enviudó a la muerte de Abdulmejid el 25 de junio de 1861. Sakaoglu señala que Shaeste crio a Vahideddin, el último de los sultanes otomanos y el hijo menor de Abdulmejid, con todo el amor maternal  .

## Viudez
Después de la muerte de Gülistü Kadın en 1861, un recién nacido Şehzade Mehmed Vahideddin (futuro Mehmed VI ) fue confiado a su cuidado. El príncipe lo pasó mal con su dominante madrastra, y a la edad de 16 años dejó la mansión de su madrastra con los tres sirvientes que lo habían estado sirviendo desde la infancia.Leyla Achba escribe sobre Şayeste Hanim en sus memorias: “Şayeste, una de las esposas más longevas del sultán celestial Abdulmejid Khan, siempre ha sido una dama tranquila y alegre. Su estilo de vestir era netamente europeo, pero daba especial preferencia a la moda inglesa..." .
En 1876, tuvo a su hija, Naile Sultan, casada con su pariente Kabasakal Çerkeş Mehmed Paşa. Naile murió cuatro años después, el 7 de enero de 1882, a la edad de 25 años Después de la muerte de Naile, Mehmed Pasha se casó con Esma Sultan, la hija del sultán Abdulaziz en 1889.
Durante el reinado de Abdul Hamid II, Mehmed recibió una mansión en Çengelköy. En esta finca, Mehmed hizo construir otra casa para Şayeste, con quien había pasado su infancia. Aunque no se había llevado bien con su madrastra en el pasado, no podía olvidar la lucha por la que ella había pasado mientras lo criaba.
En marzo de 1898, Şayeste asistió a la boda de Naime Sultan, la hija del sultán Abdul Hamid II y Kemaleddin Pasha, el hijo de Gazi Osman Pasha . Entre sus damas de honor estaba Inşirah Hanım, quien más tarde se convertiría en consorte de su hijo adoptivo Mehmed.
Ayşe Sultan, hija de Abdul Hamid II, señala en sus memorias que durante el reinado de su padre, Şayeste asistía a las celebraciones del Ramadán y siempre se sentaba junto a Perestu Kadın . En 1912 le escribió al sultán para obtener el dinero para renovar sus habitaciones en el Palacio Feriye, pero murió antes de recibir una respuesta.

## Muerte
Un mes antes de su muerte, Şayeste  escribió al sultán Mehmed V con una solicitud para renovar sus aposentos en el Palacio Feriye, pero murió antes de que se concediera la solicitud. 
Entre las consortes más longevas de Abdulmejid, Şayeste murió el 11 de febrero de 1912 en la mansión personal de su hijastro en el Palacio de Çengelköy a la edad de setenta y cuatro años y sobrevivió a su hija treinta años. Fue enterrada en el mausoleo de Şehzade Ahmed Kemaleddin en el cementerio Yahya Efendi, Constantinopla, hoy conocida como Estambul .

## Descendencia
| Nombre           | Nacimiento               | Muerte               | notas                                                           |
| ---------------- | ------------------------ | -------------------- | --------------------------------------------------------------- |
| Şehzade Abdüllah | 3 de febrero de 1853     | 3 de febrero de 1853 | Mortinato, lugar desconocido de entierro                        |
| Naile Sultan     | 30 de septiembre de 1856 | 18 de enero de 1882  | También llamada Nadile Sultan, casada una vez sin descendencia. |

## En literatura
- Şayeste es un personaje de la novela histórica de Hıfzı Topuz Abdülmecit: İmparatorluk Çökerken Sarayda 22 Yıl: Roman (2009).[18]